# Margot Lee Shetterly
Margot Lee Shetterly (Hampton, 30 giugno 1969) è una saggista e scrittrice statunitense.
Il suo primo libro, Il diritto di contare, del 2016, ha raccontato la storia di alcune matematiche afroamericane che lavorarono alla NASA, contribuendo al successo del programma spaziale degli Stati Uniti. Ha venduto i diritti cinematografici mentre ancora lavorava al libro che è stato adattato nell'omonimo film del 2016.

## Biografia
Margot Lee, nata nel 1969, è un'afroamericana originaria di Hampton in Virginia. Suo padre ha lavorato come ricercatore presso il Langley Research Center e sua madre era una professoressa di inglese all'università storicamente afroamericana di Hampton. Margot Lee Shetterly è cresciuta conoscendo molte famiglie afro-americane con membri che lavoravano alla NASA. Ha frequentato la Phoebus High School e si è laureata alla McIntire School of Commerce dell'Università della Virginia.
Dopo il college si è trasferita a New York e ha lavorato diversi anni nell'investment banking: prima come impiegata alla negoziazione dei cambi di J.P. Morgan e poi come impiegata al Fixed Income Capital Markets di Merrill Lynch. Si è poi trasferita nel settore dei media, lavorando a varie start-up, tra cui il sito web Volume.com, finanziato da HBO. Ha sposato lo scrittore Aran Shetterly. Nel 2005 i due si sono trasferiti in Messico per fondare una rivista in lingua inglese, chiamata Inside Mexico, indirizzata ai numerosi espatriati anglofoni del paese, che ha operato fino al 2009. Dal 2010 al 2013, entrambi hanno lavorato come consulenti editoriali e di content marketing per l'industria turistica messicana.
Ha iniziato a dedicarsi alla ricerca e alla scrittura per Hidden Figures nel 2010. Nel 2013 ha fondato The Human Computer Project, un'organizzazione la cui missione è quella di documentare il lavoro delle donne che hanno lavorato come calcolatrici e matematiche agli albori del NACA e la NASA. Nel 2014 ha venduto i diritti cinematografici del libro a William Morrow, marchio di HarperCollins, che sono poi stati opzionati da Donna Gigliotti di Levantine Films. Il film omonimo di Fox 2000 è uscito nel 2016 e vede la partecipazione di Taraji P. Henson, Octavia Spencer, Janelle Monáe e Kevin Costner.
Nel 2018 ha pubblicato il libro Hidden Figures: The True Story of Four Black Women and the Space Race. Il libro è rivolto ai bambini dai quattro agli otto anni ed è illustrato da Laura Freeman.

## Opere
- (EN) Hidden Figures: The Untold True Story of Four African-American Women who Helped Launch Our Nation Into Space, HarperCollins, 6 settembre 2016, ISBN 9780062363596.
  -  Il diritto di contare, HarperCollins Italia, 19 gennaio 2017, ISBN 9788869051784.
- (EN) Hidden Figures Young Readers' Edition, HarperCollins, 29 novembre 2016, ISBN 9780062662392.
- (EN) Hidden Figures: The True Story of Four Black Women and the Space Race, HarperCollins, 16 gennaio 2018, ISBN 9780062742469.

## Onorificenze
Shetterly ha ricevuto un Book Grant nel 2014 dalla Fondazione Alfred P. Sloan per il suo libro Hidden Figures. Questo primo saggio ha vinto il premio Anisfield-Wolf Book Award per il saggio. Il libro ha ricevuto due sovvenzioni dalla Virginia Foundation for the Humanities per il suo lavoro sul progetto Human Computer Project. Ha anche vinto il NAACP Image Award nel 2017 per Outstanding Literary Work, Nonfiction. Il 12 maggio 2018 Shetterly è stata insignita della laurea honoris causa in lettere umane dal Worcester Polytechnic Institute in occasione della sua 150° cerimonia di laurea.